# Jean Labussière
Pour les articles homonymes, voir Labussière.
Jean Labussière, né le 18 octobre 1927 et mort le 3 août 2020, est un ingénieur du son français.

## Filmographie partielle
- 1951 : Adhémar ou le Jouet de la fatalité de Fernandel (assistant son)
- 1954 : Les Hommes ne pensent qu'à ça de Yves Robert
- 1958 : Philippe d'Edouard Molinaro (court métrage)
- 1959 : Les Quatre Cents Coups de François Truffaut (assistant son)
- 1959 : Le Signe du Lion de Éric Rohmer
- 1960 : La Millième Fenêtre de Robert Ménégoz
- 1961 : Le Farceur de Philippe de Broca
- 1961 : L'Amant de cinq jours de Philippe de Broca
- 1962 : Le bonheur est pour demain de Henri Fabiani
- 1962 : Cléo de 5 à 7 d'Agnès Varda
- 1962 : Les Vierges de Jean-Pierre Mocky
- 1962 : Thérèse Desqueyroux de Georges Franju
- 1963 : Judex de Georges Franju
- 1963 : Le Journal d'un fou de Roger Coggio
- 1965 : La Métamorphose des cloportes de Pierre Granier-Deferre
- 1965 : Quand passent les faisans d'Édouard Molinaro
- 1966 : Le Vieil homme et l'enfant de Claude Berri
- 1967 : Peau d'espion d'Édouard Molinaro
- 1967 : Les Risques du métier d'André Cayatte
- 1968 : Vivre la nuit de Marcel Camus
- 1969 : Le Diable par la queue de Philippe de Broca
- 1969 : Mon oncle Benjamin d'Édouard Molinaro
- 1969 : La Promesse de Paul Feyder et Robert Freeman
- 1970 : Le Cinéma de papa de Claude Berri
- 1971 : La Veuve Couderc de Pierre Granier-Deferre
- 1972 : La Mandarine d'Édouard Molinaro
- 1972 : Sex shop de Claude Berri
- 1973 : Le Magnifique de Philippe de Broca
- 1973 : Le Fils de Pierre Granier-Deferre
- 1973 : Le Train de Pierre Granier-Deferre
- 1973 : Le Gang des otages d'Édouard Molinaro
- 1974 : L'Ironie du sort d'Édouard Molinaro
- 1974 : La Race des seigneurs de Pierre Granier-Deferre
- 1974 : Borsalino & Co de Jacques Deray
- 1974 : Les Seins de glace de Georges Lautner
- 1975 : Le Mâle du siècle de Claude Berri
- 1977 : Un moment d'égarement de Claude Berri
- 1977 : Le Point de mire de Jean-Claude Tramont
- 1977 : Monsieur Klein de Joseph Losey
- 1979 : Le Toubib de Pierre Granier-Deferre
- 1979 : Le Cavaleur de Philippe de Broca
- 1980 : On a volé la cuisse de Jupiter de Philippe de Broca
- 1981 : Psy de Philippe de Broca
- 1982 : Plus beau que moi, tu meurs de Philippe Clair
- 1983 : L'Africain de Philippe de Broca
- 1983 : Tchao Pantin de Claude Berri

## Récompenses et distinctions
- César du meilleur son :
  - 1977 : Monsieur Klein
  - 1984 : Tchao Pantin